# Under the Grey Banner
Under the Grey Banner è il quinto album in studio del gruppo power metal svedese Dragonland, pubblicato nel 2011.

## Tracce
1. Ilmarion – 3:18
2. Shadow Of The Mithril Mountains (featuring Anna Mariann Lundberg) – 5:44
3. The Tempest – 4:13
4. A Thousand Towers White – 4:07
5. Fire And Brimstone (featuring Fred Johanson) – 4:31
6. At The Inn Of Éamon Bayle (Japanese Edition bonus track) – 3:57
7. The Black Mare – 6:13
8. Lady Of Goldenwood (featuring Elize Ryd, Anna Mariann Lundberg) – 4:16
9. Dûrnir's Forge (featuring Fred Johanson) – 4:58
10. The Trials Of Mount Farnor – 5:26
11. Throne Of Bones (featuring Fred Johanson) – 1:47
12. Under The Grey Banner (featuring Andy Solveström, Fred Johanson, Jake E, Elize Ryd, Anna Marianne Lundberg) – 8:04
13. Ivory Shores (featuring Anna Marianne Lundberg) – 3:18

## Formazione
Gruppo
- Olof Mörck - chitarre, violino
- Jonas Heidgert - voce
- Anders Hammer - basso
- Elias Holmlid - tastiere
- Jesse Lindskog - chitarre
- Morten Lowe Sorensen - batteria

Ospiti
- Fred Johanson
- Anna Mariann Lundberg
- Elize Ryd (Amaranthe)
- Jake E (Amaranthe)
- Andy Solveström (Amaranthe)